# Wodyczky (rejon chmielnicki)
Wodyczky (ukr. Водички) – wieś na Ukrainie, w obwodzie chmielnickim, w rejonie chmielnickim, nad Płoską. W 2001 roku liczyła 461 mieszkańców.